# Puta-uil
De Puta-uil (Agrotis puta) is een nachtvlinder uit de familie van de uilen.

## Uiterlijk
De puta-uil is klein vergeleken met andere Agrotis-soorten. Er bestaat een groot verschil tussen het mannetje en het vrouwtje. Het mannetje heeft lichte vleugels. De ronde vlek is ook licht en daarom vaak moeilijk of niet te zien. De niervlek daarentegen is donker en altijd zeer opvallend aanwezig. Bij de vrouwtjes is alles precies omgekeerd. De vleugels zijn donkerbruin, waardoor de donkere niervlek vaak niet opvalt. De ronde vlek is altijd uitdrukkelijk aanwezig en heeft de vorm van een uitgetrokken ovaal. Door de lichtgrijze throrax is deze soort met geen enkele andere te verwarren. De spanwijdte van de puta-uil varieert maar heel weinig en ligt tussen 30 en 33 mm.

## Leefwijze
De eitjes worden vanaf april gelegd in grote groepen op de waardplant. De soort kent meerdere generaties per jaar. En omdat de rupsen overwinteren kunnen ze het gehele jaar worden gevonden. In de nacht vinden we de rupsen op de voedselplanten. Overdag verschuilen ze zich in een gangetje in de grond. Dat gangetje wordt ook gebruik om te verpoppen. Dat gebeurt in een lichte cocon en duurt niet langer dan drie tot vier weken. De rups is van een tamelijk onbestemde bruine kleur. Over de rug loopt een vaag, grijs lijntje en op de flanken vinden we meerdere kleine lijntjes. De kop is bruin met zwarte tekeningetjes. De rups is moeilijk te onderscheiden van die van de gewone worteluil. Het gedrag van de rupsen van de puta-uil wijkt af van dat van de rupsen van andere worteluilen: er wordt niet gegeten van plantenwortels, maar van het blad. Zeer geliefd zijn laag groeiende planten als paardenbloem en zuring-soorten, maar ook andere planten worden gegeten en de rups wordt ook wel aangetroffen op sla. De rups bereikt een lengte van zo'n 30 tot 34 mm.

## Verspreiding en voorkomen
De puta-uil kent in Noordwest-Europa weliswaar twee generaties, maar de zeer lange vliegtijd doet bijna het bestaan van een derde generatie vermoeden: de eerste zien we in april, de laatste vliegen nog begin oktober rond. Er wordt alleen 's nachts gevlogen, maar de vlinders komen daarbij graag op bloemen in de tuin af. De vlinderstruik is bij de puta-uil populair, net als bij de meeste andere worteluilen. Zowel het mannetje als het vrouwtje komen op licht en op smeer af. Overdag gemakkelijk te fotograferen. De motjes laten zich daarbij tot op zekere hoogte manipuleren. In nagenoeg alle redelijk open gebieden in de Benelux een gewone soort. Komt echter meer voor op zandgrond dan op kleigrond, zonder daar te ontbreken.